# Want (álbum)
Want é o segundo álbum de estúdio da dupla 3OH!3, lançado em 8 de julho de 2008. É o primeiro álbum gravado pela gravadora Photo Finish. O álbum foi produzido por Matt Squire.

## Recepção
O álbum entrou na Billboard 200, atingindo a posição de número 44. O álbum recebeu críticas mistas. Assim, Want recebeu mais do que 1,2 milhões de downloads individuais de suas faixas.

## Faixas
| Edição padrão  |                               |         |  |
| N.º            | Título                        | Duração |  |
| 1.             | "Tapp"                        | 1:01    |  |
| 2.             | "Punkbitch"                   | 3:51    |  |
| 3.             | "Don't Trust Me"              | 3:12    |  |
| 4.             | "Chokechain"                  | 3:21    |  |
| 5.             | "I'm Not Your Boyfriend Baby" | 3:44    |  |
| 6.             | "I Can't Do It Alone"         | 3:00    |  |
| 7.             | "Starstrukk"                  | 3:04    |  |
| 8.             | "Richman"                     | 3:19    |  |
| 9.             | "Photofinish"                 | 3:04    |  |
| 10.            | "Still Around"                | 3:07    |  |
| 11.            | "Holler Till You Pass Out"    | 4:10    |  |
| 12.            | "Colorado Sunrise"            | 3:22    |  |
| Duração total: | Duração total:                | 42:47   |  |

| Edição Deluxe |                                                      |         |  |
| N.º           | Título                                               | Duração |  |
| 13.           | "Starstrukk" (com Katy Perry)                        | 3:22    |  |
| 14.           | "Don't Trust Me" (Benny Blanco Remix) (com Kid Cudi) | 3:16    |  |
| 15.           | "Still Around" (Big Mix)                             | 3:25    |  |

| Versão do Reino Unido |                                                      |         |  |
| N.º                   | Título                                               | Duração |  |
| 13.                   | "Starstrukk" (com Katy Perry)                        | 3:22    |  |
| 14.                   | "Don't Trust Me" (Benny Blanco Remix) (com Kid Cudi) | 3:16    |  |
| 15.                   | "Don't Trust Me" (Acid Girls Erotic Braille Remix)   | 6:26    |  |
| 16.                   | "Still Around" (Big Mix)                             | 3:25    |  |

## Posições
| Posições (2008/2010)                   | Melhores posições |
| -------------------------------------- | ----------------- |
| Australian ARIA Hitseekers Album Chart | 4                 |
| Canadian Albums Chart                  | 47                |
| UK Albums Chart                        | 77                |
| UK Dance Albums Chart                  | 2                 |
| U.S. Billboard 200                     | 44                |
| U.S. Billboard Top Electronic Albums   | 2                 |